# Libra libia
La libra libia (en árabe: جنيه, símbolo monetario: £L) fue la moneda de Libia entre 1951 y 1971. Se dividía en 100 piastras (قرش) o en 1.000 millimes (مليم)

## Historia
Cuando Libia formaba parte del Imperio otomano, se utilizaba el qirsh otomano. También se acuñaron algunas emisiones locales hasta 1844. Cuando Italia invadió el país en 1911, se introdujo la lira italiana.
En 1943 Libia se dividió en dos protectorados. En el protectorado francés se utilizó el franco argelino, mientras que en el protectorado británico se utilizó la lira tripolitana emitida por las autoridades militares británicas.
En 1951 se introdujo la libra libia sustituyendo al franco y la lira con una tasa de cambio de 1 LYP = 480 liras = 980 francos. En 1971, la libra fue sustituida por el dinar libio a la par.

## Monedas
En 1952 se emitieron las primeras monedas en denominaciones de 1, 2 y 5 millimes, y 1 y 2 piastras. En 1965 se acuñó una nueva serie en denominaciones de 1, 5, 10, 20 50 y 100 millimes. Estas monedas siguieron circulando después de 1971, ya que no se acuñaron nuevas monedas hasta 1975.
| Denominación | Emisión | Metal    | Diámetro (mm.) | Peso (gr.) | Anverso                            | Reverso                                                                                          |
| ------------ | ------- | -------- | -------------- | ---------- | ---------------------------------- | ------------------------------------------------------------------------------------------------ |
| 1 Millime    | 1952    | Cu+Zn    | 18,00          | 3,00       | Idris I                            | ONE MILLIEME - مليم ١ - Corona - Hojas de palmera - Ramas de olivo - año de acuñación            |
| 1 Millime    | 1965    | Cu+Ni+Zn | 16,00          | 1,70       | Escudo de armas - año de acuñación | ONE MILLIEME - مليم ١ - Corona - Hojas de palmera - Ramas de olivo - año de acuñación            |
| 2 Millimes   | 1952    | Cu+Zn    | 24,00          | 5,90       | Idris I                            | TWO MILLIEMES - مليم ٢ - Corona - Hojas de palmera - Ramas de olivo - año de acuñación           |
| 5 Millimes   | 1952    | Cu+Zn    | 28,00          | 10,00      | Idris I                            | FIVE MILLIEMES - مليم ٥ - Corona - Hojas de palmera - Ramas de olivo - año de acuñación          |
| 5 Millimes   | 1965    | Cu+Ni+Zn | 19,70          | 2,40       | Escudo de armas - año de acuñación | FIVE MILLIEMES - مليم ٥ - Corona - Hojas de palmera - Ramas de olivo - año de acuñación          |
| 1 Piastra    | 1952    | Cu+Ni    | 20,00          | 3,00       | Idris I                            | ONE PIASTRE - قرش ١ - Corona - Hojas de palmera - Ramas de olivo - año de acuñación              |
| 10 Millimes  | 1965    | Cu+Ni    | 20,00          | 3,20       | Escudo de armas - año de acuñación | TEN MILLIEMES - مليم ١٠ - Corona - Hojas de palmera - Ramas de olivo - año de acuñación          |
| 20 Millimes  | 1965    | Cu+Ni    | 24,10          | 6,10       | Escudo de armas - año de acuñación | TWENTY MILLIEMES - مليم ٢٠ - Corona - Hojas de palmera - Ramas de olivo - año de acuñación       |
| 2 Piastras   | 1952    | Cu+Ni    | 26,00          | 6,10       | Idris I                            | TWO PIASTRES - قرش ٢ - Corona - Hojas de palmera - Ramas de olivo - año de acuñación             |
| 50 Millimes  | 1965    | Cu+Ni    | 26,00          | 7,00       | Escudo de armas - año de acuñación | FIFTY MILLIEMES - مليم ٥٠ - Corona - Hojas de palmera - Ramas de olivo - año de acuñación        |
| 100 Millimes | 1965    | Cu+Ni    | 30,00          | 11,00      | Escudo de armas - año de acuñación | ONE HUNDRED MILLIEMES - مليم ١٠٠ - Corona - Hojas de palmera - Ramas de olivo - año de acuñación |

## Billetes
En 1951, el gobierno emitió billetes en denominaciones de 5 y 10 piastras, y ¼, ½, 1, 5 y 10 libras. En 1959 el Banco Nacional de Libia asumió las competencias para emitir dinero e introdujo nuevas series de ½, 1, 5 y 10 libras. En 1963, el nuevo Banco de Libia tomó el relevo e introdujo una nueva serie de billetes en las mismas denominaciones.